# سجادی
این صفحه افرادی با نام خانوادگی سجادی را فهرست می‌کند.
- سید محسن سجادی
- سید محمدصادق سجادی
- علی‌محمد سجادی
- سید عبدالحمید سجادی
- محمد سجادی
- رضا سجادی
- محمودرضا سجادی
- سید محمد سجادی عطاآبادی
- حسن سجادی‌نژاد
- کاوه سجادی حسینی
- احمد سجادی
- محمدعلی سجادی
- طاهره سجادی
- حمید سجادی
- نصرالله سجادی
- فرید سجادی حسینی
- علاءالدین سجادی
- سید ضیاءالدین سجادی
- علی سجادی (ابهام‌زدایی)